# Andrew Sinclair
Andrew Sinclair eller Anders Sinklar (1555— 17. januar 1625) var en skotsk adelsmand og lensmand på Hammershus på Bornholm 1621-1625 .
Andrew Sinclair var rigsråd oprindelig af skotsk adel, søn af Henry Sinclair og Janet Lindsay, og
havde haft Hertugen af Guise til opdrager, hvilket vel tyder på, at han en tid har opholdt sig i Frankrig. Han kom formentlig til Danmark på grund af den forbindelse, der opstod mellem dette Danmark og Skotland ved dronning Annas ægteskab 1589 med Jakob VI af Skotland, i alt fald blev han hofjunker hos den unge Christian IV i 1591. I denne egenskab fulgte han 1597 Kongen på hans brudefærd til Tyskland, blev derpå hans dronning Anna Cathrine af Brandenburgs kammerjunker og ægtede så 23. november 1600 hendes jomfru Kirsten Kaas, datter af Erik Kaas til Lindbjerggård og Kirsten Galt.
Han fratrådte nu hoftjenesten og blev lensmand på Gladsaxe i Skåne (til 1620), blev 1613 tillige forlenet med Gislev i samme landsdel (til 1625), fik 1619 Landskrone Len og ombyttede dette 1621 med Hammershus. Det var i det hele Skåne, til hvilket han fortrinsvis knyttede sig. Her fik han 1615 skænket Sandby af Kronen, og samlede i det hele taget meget gods og byggede herregården Sinklarsholm. Som fører for et skånsk kompagni fodfolk havde han også med hæder deltaget i Kalmarkrigen, medvirket til Ølands erobring 1611, og fra 1611-13 havde han befalingen over det erobrede Kalmar. I den følgende tid var han oberst over det skånske regiment, og 1616 blev han Ridder af den væbnede Arm. Hertil kom så 1617 hans optagelse i Rigsrådet. Både før og efter denne sendtes han mange gange i diplomatiske ærinder til England, som han havde nær forbindelse med efter Jacob I's tronbestigelse; han var der 1604, 1606, 1612, 1614, 1618, 1619 og 1621, i hvilket sidste år han sluttede et forbund mellem Danmark og England. Af hans særlige hverv i Danmark kan nævnes, at han 1620 forhørte Christoffer Dybvad og 1624 sendtes til Christiansstad for at sørge for fæstningens udbedring på grund af af den truende krig med Sverige. Han døde 17. januar 1625.

## Eksterne kilder og henvisninger
- Biografi af J.A. Fridericia i Dansk Biografisk Leksikon, der som kilder angiver:
  - Christian IV's egenhændige Breve, ved Christian Molbech, I, 9.
  - Personalhistorisk Tidsskrift, V, 6.
- Sinklar Anders Sinklar, en Skottlænder Arkiveret 6. marts 2016 hos  Wayback Machine